# Chiesa di San Filippo Benizi
La chiesa di San Filippo Benizi è un edificio sacro che si trova in località Bagni San Filippo a Castiglione d'Orcia.

## Descrizione
È ad unica navata, e conserva sull'altare maggiore una statua in stucco di San Filippo e ai lati i busti di San Filippo Benizi e di San Filippo Neri del XVIII secolo.